# Conrad Coleby
Conrad Coleby est un acteur australien né le 20 septembre 1979 à Sydney, en Australie.

## Biographie
Conrad Coleby est le fils de l'acteur Robert Coleby et le frère de l'actrice Anja Coleby.
Il fréquenta le Somerset College situé à Gold Coast, une agglomération urbaine située sur la côte est de l'Australie, collège dont il fut diplômé en 1996.
La même année, il interpréta le rôle de Juan Perón dans une production scolaire de la comédie musicale Evita. Après avoir pris goût au jeu d'acteur dans diverses productions dramatiques et musicales, Coleby décida de se lancer dans une carrière d'acteur.

## Carrière
Après avoir joué dans quelques épisodes des séries australiennes Water Rats (2000), Flat Chat (2001) et Always Greener (2002), Coleby décroche un rôle permanent dans la série médicale australienne All Saints, dans laquelle il joue 160 épisodes de 2001 à 2004.
Après un passage dans la série dramatique australienne headLand en 2005-2006, Coleby tient le rôle de Roman Harris dans le soap opera australien Summer Bay (Home and Away), de fin 2007 à 2009.
En 2010 et 2011, Coleby tient un des rôles principaux dans les saisons 4 et 5 de la série télévisée Sea Patrol produite par la chaîne de télévision australienne Nine Network : il y joue le rôle de Dylan Mulholland, premier maître du patrouilleur militaire HMAS Hammersley de la marine australienne. Son personnage y est surnommé "Dutchy" (en référence à son patronyme), le surnom de "Buffer" (premier maître) ayant déjà été attribué à un personnage des saisons 1 à 3, Pete "Buffer" Tomaszewski.